# كاتدرائية القديس غريغوريوس (يريفان)
كاتدرائية القديس غريغوريوس (الأرمينية: Սուրբ Գրիգոր Լուսավորիչ մայր եկեղեցի) والمعروفة أيضا باسم كاتدرائية يريفان هي أكبر كاتدرائية حالية في أرمينيا وأكبر كاتدرائية للكنيسة الرسولية الأرمينية في العالم وواحدة من أكبر المباني الدينية في جنوب القوقاز جنبا إلى جنب مع كاتدرائية الثالوث المقدس.
تقع الكاتدرائية في مقاطعة كينترون وسط مدينة يريفان، بجوار محطة مترو أندرانيك العامة. يمكن رؤيتها من الزوايا العديدة في يريفان.